# Sophia Duleep Singh
La princesse Sophia Alexandra Duleep Singh (Elveden Hall, 8 août 1876 - Hilden Hall, Tylers Green, 22 août 1948) est une suffragette britannique. Elle est surtout reconnue pour son rôle décisif dans la Women's Tax Resistance League, mais elle a aussi participé dans d'autres groupes pour le droit de vote des femmes au Royaume-Uni, dont la Women's Social and Political Union.

## Biographie
Elle est la fille de Dhulîp Singh, le dernier Maharaja de l'Empire sikh au Punjab, exilé par les Britanniques lorsqu'il avait 15 ans, et de sa première femme, Bamba Müller (en). En 1898, sa marraine, Victoria du Royaume-Uni, accorde à Sophia un appartement de « grace and favour (en) » dans Faraday House, au château de Hampton Court.
Sophia Duleep Singh a marché à la tête du Black Friday en 1910, aux côtés d'Emmeline Pankhurst, Elizabeth Garrett Anderson et Dorinda Neligan (en). Elle a surtout milité pour les droits des femmes, mais aussi pour les intérêts des lascars (en).